# Riewiekka Awierbuch
Riewiekka Abramowna Awierbuch (ros. Ревекка Абрамовна Авербух; ur. 1891 w Kazaniu, zm. 1978 w Moskwie) – radziecka historyk specjalizująca się w historii Austro-Węgier, Niemiec i Włoch, doktor nauk historycznych (1938), profesor historii Moskiewskiego Uniwersytetu Państwowego (1944–1958).

## Życiorys
W 1921 roku ukończyła kursy na Uniwersytecie Kazańskim, następnie pracowała jako nauczyciel historii. W latach 1924–1927 studiowała w Instytucie Historii RANION w Moskwie. Od 1927 roku była wykładowcą w Instytucie Historii Akademii Komunistycznej (od 1936 roku w Instytucie Historii Akademii Nauk Związku Radzieckiego, od 1969 roku – Instytucie Historii Powszechnej). Autorka prac dotyczących historii najnowszej państw europejskich, m.in. „Carskaja intierwiencyja w bor´bie s wiengierskoj riewolucyjej 1848–1849 gg.” (1935), „Italija w pierwoj i wtoroj mirowych wojnach” (1946), „Riewolucyja w Awstrii 1848–1849 gg.” (1970).